# Anastasio II (emperador)
Anastasio II Artemio, (Αναστάσιος Β' Αρτέμιος, transliterado como Anastasios II Artemios) o Anastasio II (muerto en 721), fue un emperador bizantino que gobernó el imperio un par de años a principios del siglo VIII (713-715).

## Biografía
Su nombre original era Artemios y tomó el de Anastasio cuando accedió al trono. Fue nombrado emperador por el Senado de Constantinopla y por el pueblo en 713, después de que una revuelta del thema (distrito militar) de Opsicio derrocará a su predecesor Filípico, al que había servido como secretario.
En aquel momento el Imperio estaba seriamente amenazado por los sarracenos tanto por mar como por tierra. Anastasio II fue un emperador activo y resolutivo que tomó numerosas medidas. Envió un ejército bajo el mando del futuro emperador León III el Isaurio para defender Siria, adoptó medidas resolutivas e inteligentes para defender su capital; intentó reorganizar la disciplina de su ejército y equipó y envió una formidable fuerza naval a Rodas para evitar la caída de la isla en manos del enemigo.
Sus medidas disciplinarias hicieron que las resentidas tropas del thema de los opsicianos se amotinaran de nuevo contra el emperador en 715 y proclamaran como nuevo emperador a Teodosio III, un oscuro oficial fiscal de origen humilde. Después de un asedio que duró seis meses, Constantinopla fue tomada por Teodosio. Anastasio, derrotado, huyó a Nicea, donde finalmente se rindió en 716 y reconoció a Teodosio como nuevo emperador. Tras esto, Anastasio se retiró a un monasterio en Tesalónica.
Años después, en 721, Anastasio volvió a la vida pública encabezando una revuelta contra León III, el sucesor de Teodosio. Anastasio recibió un considerable apoyo y puso Constantinopla bajo asedio; pero este fracasó y Anastasio, que cayó preso en manos de León, fue finalmente ejecutado.